# Château de Nago
Le château de Nago (名護城, Nago jō) est un gusuku ryūkyūien situé à Nago, dans le Nord de l'île d'Okinawa, au Japon. Le bâtiment, dont la construction remonte au XIVe siècle, a servi de résidence au aji du magiri de Nago. En 1416, l'armée de Chūzan a attaqué le château.